# Алексино (Аркадакский район)
Але́ксино — деревня в Аркадакском районе Саратовской области России. Входит в состав Краснознаменского сельского поселения.

## География
Высота над уровнем моря 157 метра.

## Уличная сеть
В деревне одна улица: улица Коммунистическая.

## Население
| 2010 |
| ---- |
| 77   |